# Gajówka Zwierzyniec
Gajówka Zwierzyniec – osada leśna w Polsce położona w województwie śląskim, w powiecie kłobuckim, w gminie Panki.
W latach 1975–1998 miejscowość administracyjnie należała do województwa częstochowskiego.